# Scandale WE Charity
Le scandale We Charity (également appelé le scandale UNIS) est un scandale politique en cours qui implique l'attribution d'un contrat du gouvernement du Canada à WE Charity afin d'administrer le programme proposé de Bourse canadienne pour le bénévolat étudiant. Le contrat a depuis été annulé.

## Premiers événements
En 2020, le cabinet fédéral a choisi WE pour administrer la Bourse canadienne pour le bénévolat étudiant, un programme de bénévolat de 900 millions de dollars, pour un contrat d'une valeur de 19,5 millions de dollars. La décision a soulevé des questions sur les liens de l'organisme de bienfaisance avec la famille Trudeau et sur les raisons pour lesquelles la fonction publique fédérale ne pouvait pas administrer les fonds dans le cadre de son mandat régulier. Le député conservateur Dan Albas a soulevé des préoccupations au sujet de la responsabilité, déclarant que l'organisme de bienfaisance privé ne pouvait pas être vérifié par le vérificateur général du Canada. Auparavant, l'organisme de bienfaisance avait reçu 120 000 $ dans au moins cinq contrats du gouvernement fédéral et 5,2 millions de dollars en subventions et contributions sous le gouvernement Trudeau de 2017 à 2020. 
Le cofondateur de Democracy Watch, Duff Conacher, s'est dit préoccupé par le financement relativement soudain et important d'une organisation pour laquelle l'épouse du premier ministre, Sophie Grégoire Trudeau, était une bénévole de haut rang. Bénévoles Canada, un groupe national de bénévoles, a rejeté le fonds, affirmant qu'il paierait les bénévoles moins que le salaire minimum et serait contraire à la loi. Craig Kielburger, le PDG de l'organisation, a qualifié le programme de moyen d'embaucher des étudiants à un taux réduit tout en qualifiant le programme de « subvention ». L'organisme de bienfaisance lui-même a offert 450 postes de bénévolat virtuels dans le cadre du programme, ce qui soulève davantage de préoccupations concernant un conflit d'intérêts

## Chronologie
Le premier ministre Justin Trudeau a défendu la décision initiale du gouvernement de confier le programme à WE Charity, affirmant que les réseaux de l'organisation à travers le pays en faisaient le bon choix et que WE Charity elle-même ne profiterait pas du contrat. Le 3 juillet 2020, le ministre libéral de la Diversité et de l'Inclusion et de la Jeunesse, Bardish Chagger, a annoncé que WE Charity n'administrerait plus le programme de subvention canadienne pour services aux étudiants, par une « décision mutuellement convenue » entre l'organisation et le gouvernement fédéral[source insuffisante] et que WE Charity rendrait tous les fonds reçus. Bien qu'elle ait été initialement caractérisée comme une décision mutuelle, Trudeau a déclaré plus tard que c'était une décision prise par WE que le gouvernement soutenait. Dans un communiqué, les fondateurs de WE Charity, Craig et Marc Kielburger, ont confirmé que la décision d'annuler le contrat était réciproque entre leur organisation et le gouvernement fédéral, affirmant que s'ils regrettaient la controverse qui menaçait d'éclipser l'intention du programme, ils estimaient que le gouvernement avait conclu contrat de bonne foi, et qu’ils « souhaitent au programme le meilleur succès continu ». 
Le 3 juillet 2020, le Commissaire aux conflits d’intérêts et à l’éthique a annoncé l'ouverture d'une enquête sur Justin Trudeau et la décision de confier à WE Charity la gestion du programme de bourses de bénévolat pour étudiants,. Il a été révélé plus tard que la mère de Trudeau, Margaret et son frère Alexandre avaient reçu respectivement 250 000 $ et 32 000 $ pour avoir pris la parole lors d'événements organisés par WE Charity entre 2016 et 2020. Il a également été constaté que deux des filles du ministre des Finances Bill Morneau avaient travaillé dans un travail non lié pour l'organisme de bienfaisance, l'une dans un poste contractuel rémunéré et l'autre comme bénévole non rémunérée ; Bill Morneau ne s'est pas récusé de la décision du Cabinet concernant le contrat. Les partis d'opposition ont appelé à diverses mesures, notamment la divulgation de documents liés à l'organisme de bienfaisance et à ce que des libéraux de haut rang comparaissent devant les comités parlementaires ; les conservateurs ont demandé une enquête de la GRC. 
Le 9 juillet 2020, le chef du Bloc québécois, Yves-François Blanchet, a suggéré que le premier ministre Trudeau se retire « quelques mois » lors de l'enquête du commissaire à l'éthique et « laisse les responsabilités à la vice-première ministre » Chrystia Freeland. Le 16 juillet 2020, lors d'une conférence de presse à Ottawa, Chrystia Freeland a déclaré que le premier ministre avait son « entière confiance » et que « nous tous, tout le monde au sein de notre gouvernement, tout le monde au Cabinet, sommes responsables de cette situation ». 
Le 16 juillet 2020, la ministre Bardish Chagger a déclaré à un comité parlementaire que le gouvernement Trudeau était disposé à payer à WE Charity plus de 19,5 millions de dollars si le programme de subvention canadienne pour services aux étudiants avait été mis en œuvre, jusqu'à 43,5 millions de dollars,. Bardish Chagger a poursuivi en disant qu'elle n'avait pas été dirigée par le premier ministre ou son personnel en suggérant que WE Charity dirige le programme, réitérant qu'il s'agissait d'une recommandation de la fonction publique non partisane. Dans son témoignage rendu le même jour, Rachel Wernick, sous-ministre adjointe principale d'Emploi et Développement social Canada (EDSC), a corroboré cette affirmation en disant qu'elle avait recommandé à WE Charity d'administrer le programme, citant ses liens étroits avec les jeunes et le échelle et vitesse auxquelles le programme devait être exécuté. Wernick a en outre expliqué qu'elle avait fait sa recommandation parce que la fonction publique était surchargée de responsabilités liées à la pandémie de COVID-19 et que, bien que d'autres organismes de bienfaisance aient été consultés et pris en considération, le programme devait être lancé rapidement et un processus d'appel d'offres ouvert aurait pris mois.  
Le 21 juillet 2020, le greffier du Conseil privé Ian Shugart a confirmé les déclarations de Rachel Wernick soutenant les affirmations du premier ministre, ajoutant qu'il n'y avait « aucune preuve » que Justin Trudeau avait eu des contacts avec WE Charity avant l'attribution du contrat et que la fonction publique et le cabinet n'ont signalé aucun conflit d'intérêts potentiel avec le programme. Ian Shugart a ajouté que la fonction publique administrant le programme le rendrait moins complet que s'il avait été facilité par le mécanisme de prestation par des tiers proposé à l'origine. 
Le 22 juillet 2020, le ministre des Finances Bill Morneau a témoigné devant le Comité permanent des finances qu'il avait récemment remboursé à WE Charity 41 366 $ pour les dépenses engagées par l'organisme pour les voyages que sa famille a effectués au Kenya et en Équateur en 2017,. Bill Morneau a déclaré que le remboursement avait été effectué après « un examen approfondi » de ses dossiers, et que « cela aurait dû être quelque chose que nous avons rectifié plus tôt. C'était absolument une erreur. En parcourant mes dossiers, j'ai été complètement surpris par la situation. »  
Le 27 juillet, les médias ont révélé que sur la base de documents partagés avec le Comité des finances, alors que le chiffre de 900 millions de dollars initialement annoncé était un budget maximal pour le programme, les responsables avaient élaboré un plan avec We Charity pour ne dépenser qu'environ la moitié de ce montant. Des documents supplémentaires étayaient les affirmations du gouvernement selon lesquelles la fonction publique avait évalué plusieurs autres organismes sans but lucratif, y compris Centraide et la Croix-Rouge canadienne, avant de recommander We Charity comme l'organisation idéale pour administrer la subvention canadienne pour services aux étudiants à la capacité et à l'échelle prévues, bien que certaines de ces organisations ont déclaré n'avoir jamais été contactées pour discuter du programme lui-même. Cependant, Peter Dinsdale, président et chef de la direction de YMCA Canada, l'une des organisations dont les documents indiquent que la fonction publique a pris en considération, a déclaré que même si le YMCA n'avait pas été contacté, il aurait pu avoir des difficultés à mettre en œuvre le programme en raison de l'impact du COVID-19 avait présenté de nouveaux défis pour l'organisation. S'adressant à CTV News, Dinsdale a déclaré : « Cela aurait été difficile étant donné l'état des YMCA à travers le pays, étant donné l'impact du COVID - vraiment lutter pour la survie de base. En temps normal, [ces] 100 % auraient été quelque chose que nous aurions pu faire. »  D'autres organisations figurant sur la liste, comme Collèges et instituts Canada, ont confirmé avoir été approchées pour discuter du programme.  
Le 28 juillet, Michelle Douglas, ancienne présidente du conseil d'administration de We Charity, a témoigné devant le comité des finances de la Chambre des communes. Michelle Douglas avait démissionné en mars 2020, affirmant publiquement qu'elle l'avait fait en raison de « développements préoccupants » au sein de l'organisme de bienfaisance. Elle a dit au comité qu'au cours de son mandat en tant que présidente, le conseil d'administration de We Charity a fait des demandes spécifiques et a été informé que les conférenciers n'étaient pas payés pour comparaître aux événements de We Day. Douglas a déclaré qu'elle avait démissionné parce que l'organisation avait refusé de fournir au conseil des documents financiers ou d'accéder à son directeur financier, Victor Li, alors que le conseil examinait les licenciements massifs au sein de l'organisation. Lorsqu'on lui a demandé si elle souscrivait aux affirmations du gouvernement selon lesquelles We Charity était la seule organisation capable de fournir le programme à l'échelle et à la capacité prévues, Douglas a déclaré qu'elle ne pouvait pas spéculer sur cette perspective car elle avait démissionné des mois avant l'attribution du contrat. Répondant aux préoccupations selon lesquelles We Charity a bénéficié d'une relation étroite avec les libéraux fédéraux, elle a ajouté que le conseil d'administration considérait We Charity comme « non partisane ».  
Craig et Marc Kielburger ont également témoigné devant le comité des finances le 28 juillet. Les frères ont affirmé qu'ils n'avaient pas à gagner financièrement à gérer le programme et qu'ils n'avaient pas non plus exploité leurs liens avec la famille Trudeau pour conclure l'accord. Interrogé sur la « proximité » de leur relation avec les Trudeau, Craig Kielburger a déclaré que ni lui ni son frère n'avaient jamais « socialisé » avec le Premier ministre, sa femme, sa mère ou son frère, ajoutant qu'ils n'avaient invité que Sophie Grégoire-Trudeau et Margaret Trudeau à des programmes de mieux-être en raison de leurs antécédents de défense de la santé mentale.  Ils ont ajouté que des représentants élus de tous les partis politiques à tous les niveaux de gouvernement avaient participé et parrainé des événements We Charity, y compris l'ancienne première ministre néo-démocrate de l'Alberta Rachel Notley et Laureen Harper, épouse de l'ancien premier ministre conservateur Stephen Harper, qui avait organisé une réception pour eux, au 24, promenade Sussex en 2013. Les frères ont également rappelé que c'était un membre de la fonction publique qui les avait contactés pour discuter du programme et qu'ils avaient identifié par erreur le contact comme étant du bureau du Premier ministre.  Craig Kielburger a déclaré qu'il regrettait que leur équipe ait répondu à l'appel téléphonique de la fonction publique et qu'ils ne prévoyaient pas les conséquences croissantes qui en résulteraient.  
Trudeau et sa chef de cabinet, Katie Telford, ont témoigné devant le Comité des finances le jeudi 30 juillet .